# Rambouillet
Rambouillet je město v jihozápadní části metropolitní oblasti Paříže ve Francii v departmentu Yvelines a regionu Île-de-France. Od centra Paříže je vzdálené 44,3 km.

## Geografie
Sousední obce: Gazeran, Poigny-la-Forêt, Les Bréviaires, Le Perray-en-Yvelines, Vieille-Église-en-Yvelines, Clairefontaine-en-Yvelines, Sonchamp, Orcemont, Gazeran a Orcemont.

## Historie
15. až 17. listopadu 1975 se zde konal vůbec první summit někdejší G6 (group of six). V Rambouillet proběhly v roce 1999 rozhovory mezi Srby a kosovskými Albánci.

## Vývoj počtu obyvatel
Počet obyvatel

## Partnerská města
- Great Yarmouth, Anglie, Spojené království, 1956
- Kirchheim unter Teck, Bádensko-Württembersko, Německo, 1967
- Waterloo, Belgie, 1986
- Zafra, Španělsko, 2005